# Johann Steck

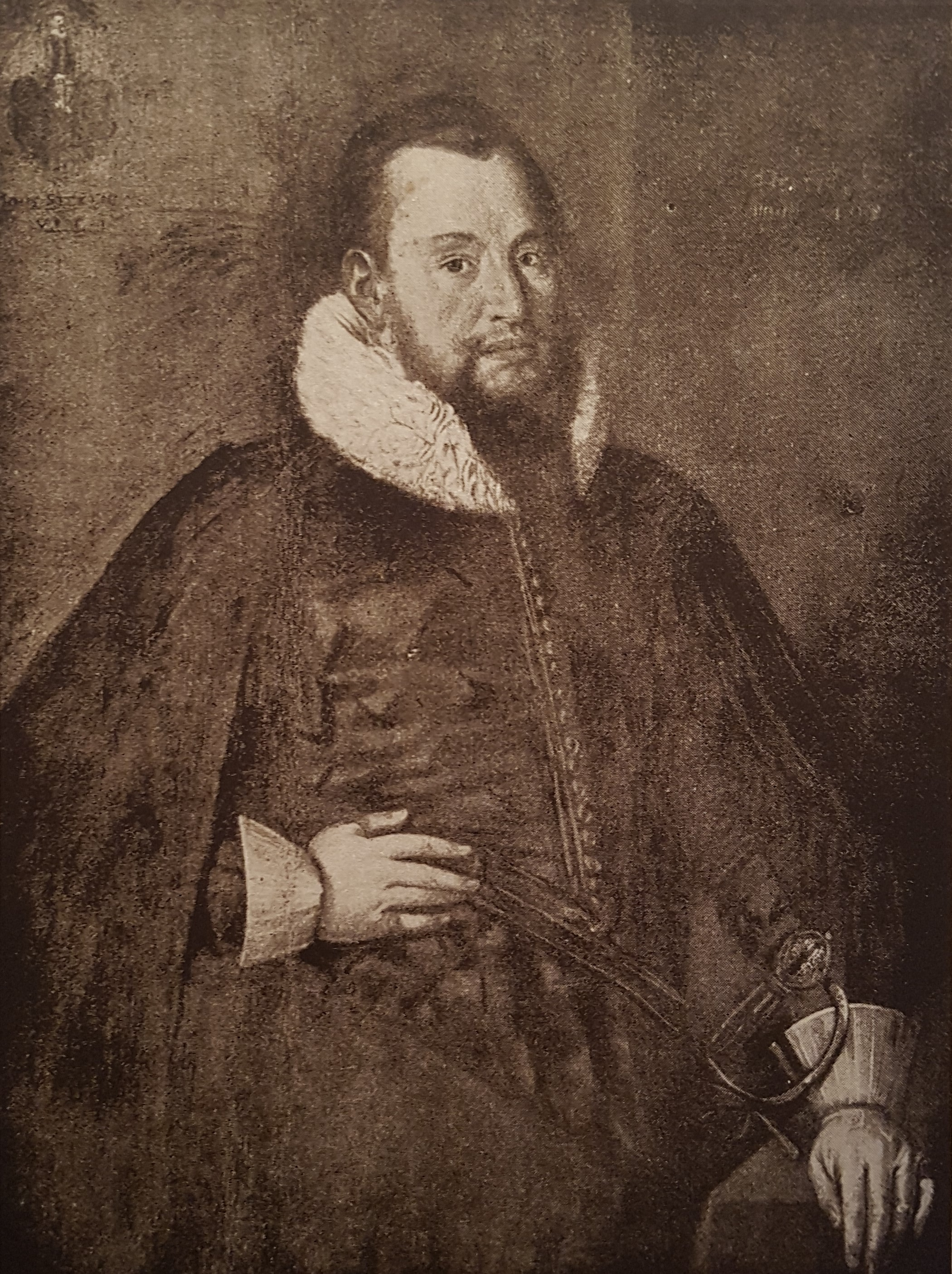
Johann Steck, Bildnis von Bartholomäus Sarburgh (1622)

Johann Steck (* 8. Dezember 1582 in Basel; † 29. September 1628 in Bern) war ein Schweizer Philosophie- und Rechtsgelehrter. 

## Leben
Steck kam als Sohn des Matthäus, Ratsherr und Schaffner im Kloster Gnadental, und der Katharina Harscher zur Welt. Verheiratet war er ab 1613 mit Genoveva Bauhin. In den Jahren 1597 bis 1601 studierte er Philosophie in Basel und Theologie in Nîmes. 1603 promovierte er zum Magister et Philosophiae Doctor. Von 1607 bis 1611 war er Professor der Philosophie in Die (Dauphiné), 1611 erlangte den Titel eines Dr. iur. in Montpellier. Ab 1612 war er Professor für Philosophie und Recht an der Akademie Lausanne, ab 1616 Professor für Philosophie in Genf. 1617 berief ihn die Stadt Bern zum Generalkommissär und Seckelschreiber der welschen Lande (Waadt) und verlieh ihm und seinen Nachkommen gleichzeitig das Burgerrecht der Stadt Bern. Steck wurde von Bern mit zahlreichen diplomatischen Missionen betraut. Er vermittelte 1618 in einem Streit zwischen Neuenburg und dessen Fürsten, Henri II. d’Orléans-Longueville. Ab 1622 war er Mitglied des Grossen Rats der Stadt Bern.